# Dacentrurus
Dacentrurus có kích thước 10m(33,1 ft)
Dacentrurus là một chi khủng long, được F. Lucas mô tả khoa học năm 1902.